# Гнарлс Баркли
Гнарлс Баркли е американски соул дует, състоящ се от певеца Сий Ло Грийн и мултиинструменталиста Дейнджър Маус. Дуото става известно с хитовата си песен „Crazy“ от 2006 г., която достига до номер 2 в класацията US Hot 100 и печели награда Грами за най-добра алтернативна песен. Дебютният албум на дуета „St. Elsewhere“ е носител на Грами за най-добър алтернативен албум през 2007 г.

## История
Дуото работи заедно от 1999 г., когато Сий Ло Грийн напуска рап групата Гуди Моб, а Дейнджър Маус е DJ на негови участия. През 2004 г. записват първите си общи песни, които са издадени в дебютния им албум „St. Elsewhere“. На 3 април 2006 г. е издаден първия сингъл на дуета „Crazy“. Хитът постига голям успех, особено благодарение на излъчването си по BBC Radio. Песента става първата номер 1 в британския чарт, оглавила класациите след множество онлайн продажби. През 2009 г. списание Rolling stone обявява „Crazy“ за песен на десетилетието. В края на април е издаден и албумът „St. Elsewhere“.
Гнарлс Баркли участва на филмовите награди на MTV през 2006 г. и записва на живо в поредицата „Live from Abbey road“. „St. Elsewhere“ придобива платинен статус, след като от него са продадени над милион копия в САЩ. Дуото печели две награди Грами – за най-добър алтернативен албум и за най-добра алтернативна песен.
През 2008 г. е издаден вторият им албум „The odd couple“, но той не достига популярността на дебютните записи на дуета.

## Дискография
- „St. Elsewhere“ (2006)
- „The odd couple“ (2008)